# Zjednoczone Kolonie Nowej Anglii

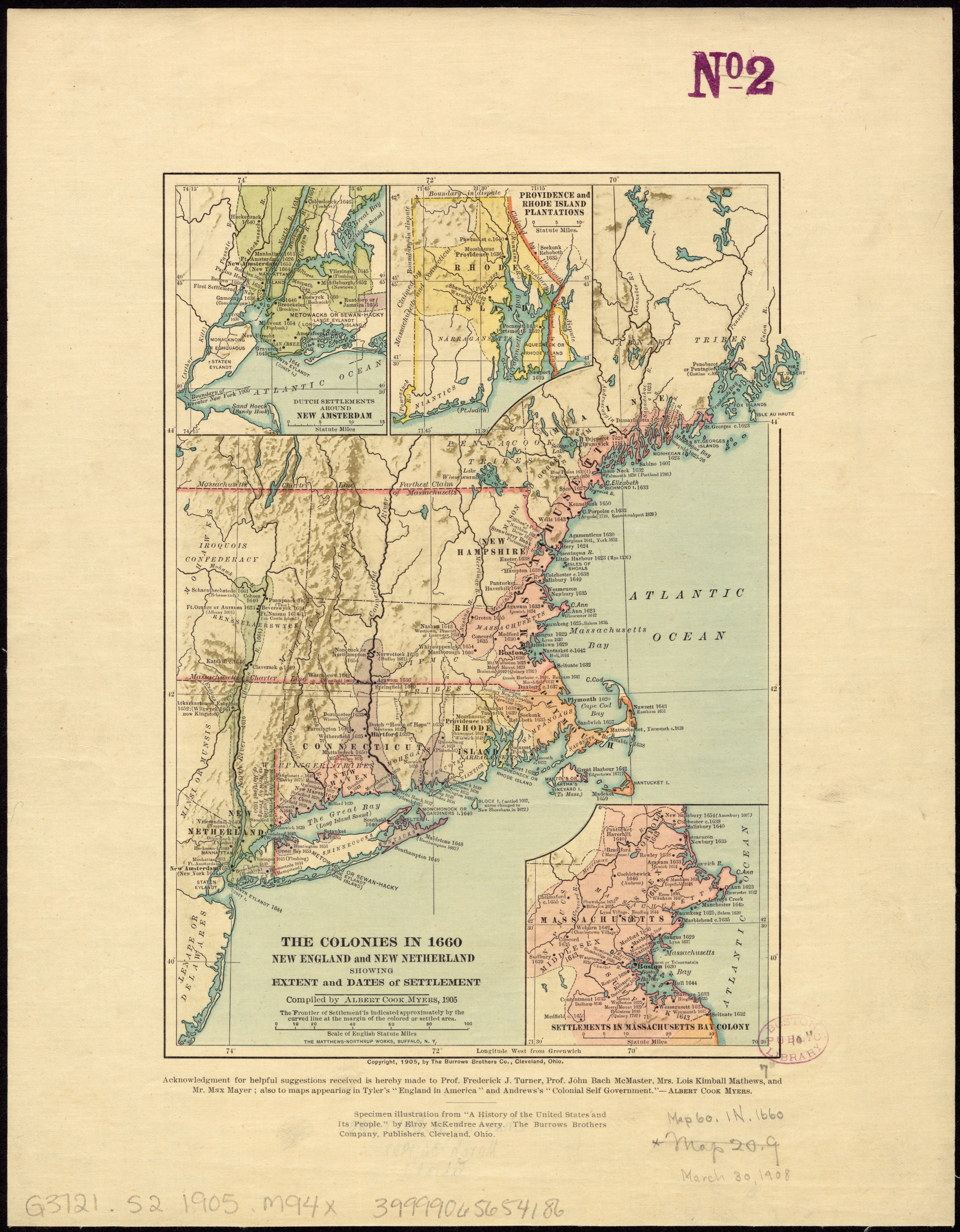
Kolonie w Nowej Anglii ok. 1600 r.

Zjednoczone Kolonie Nowej Anglii, Konfederacja Nowej Anglii (ang. United Colonies of New England, New England Confederation) – konfederacja czterech kolonii w Nowej Anglii, istniejąca w latach 1643–1684.
Zjednoczone Kolonie Nowej Anglii powołali 19 maja 1643 r. w Bostonie przedstawiciele kolonii Massachusetts Bay, New Haven, Plymouth i Connecticut, podpisując tzw. Artykuły Konfederacji, które stanowiły rodzaj konstytucji unii. Kolonie zobowiązywały się w nich do wzajemnej (w szczególności militarnej) pomocy, skierowanej w głównej mierze przeciwko Indianom i osadnikom z Nowych Niderlandów oraz z kolonii francuskich, ale też traktowania się wzajemnie jako odrębne państwa, z czego wynikało zobowiązanie do nieingerowania w wewnętrzne sprawy pozostałych członków unii. Pomimo tego jednoczące się kolonie powołały rodzaj rządu – komisarzy (po dwóch z każdej kolonii), którzy mieli zbierać się przynajmniej raz w roku, choć główną słabością tego ciała był fakt, że miał on kompetencje głównie doradcze.
Artykuły Konfederacji odwoływały się do żywych wśród kolonistów idei uniezależnienia się od Anglii i monarchii, które pojawiły się już w trakcie rejsu statku Mayflower. Ponadto celem konfederacji było rozwiązanie wzajemnych sporów w zakresie handlu, granic i nieporozumień religijnych. Do unii nie włączono osad z późniejszych Rhode Island i Maine, ze względu na odrzucanie przez nich zasad purytanizmu, choć zgłosiły one chęć akcesji.
Funkcjonowanie konfederacji było krótkotrwałe, gdyż traciła ona szybko faktyczną władzę wraz z wchodzeniem w życie kolejnych, wydawanych przez Anglię, Aktów Nawigacyjnych, które w coraz większym stopniu uzależniały kolonie od władzy centralnej. Ustawy te były wydawane zarówno przez władze w okresie Republiki, jak również po restauracji Stuartów (1650, 1651, 1660, 1663, 1672 i 1696 r.).
Ponadto podejmowane w imieniu konfederacji uchwały były często ignorowane przez Massachusetts, które było najsilniejszym z członków unii ze względu na największą liczbę ludności, największą liczbę rekrutów do milicji i największe wpływy podatkowe. Jednym z przejawów prowadzenia przez Massachusetts niezależnej polityki była odmowa udziału w wojnie przeciw koloniom niderlandzkim w 1653 r. Krótko przed aneksją New Haven przez Connecticut (1665), zmniejszono częstotliwość posiedzeń komisarzy do jednego na trzy lata. Ożywienie unii miało miejsce w latach 1675–1676, gdy kolonie pokonały Indian w tzw. wojnie króla Filipa. Konfederacja funkcjonowała do ok. 1684 r., kiedy miało miejsce ostatnie udokumentowane zebranie komisarzy z należących do niej kolonii.

## Ustalenia zawarte w Artykułach Konfederacji
Artykuły Konfederacji ustalały między innymi, że:
- Kolonie sformują ligę przyjaźni z wzajemnymi zabezpieczeniem militarnym. Ten związek zapewniłby bezpieczeństwo społeczne oraz dobrobyt kolonii, a także zachowałby ich purytański styl życia.
- Kolonie miały zachować swoje obecne terytorium. Ich jurysdykcje pozostaną nieskrępowane przez innych członków konfederacji, a wszelkie wprowadzone zmiany musiałyby zostać uzgodnione przez pozostałych członków.
- Gdyby wybuchła wojna, wszyscy członkowie konfederacji będą ze sobą związani. Oznaczało to, że musieli wnieść do wojny wszystko, pod względem ludzi i zaopatrzenia, do czego byli zdolni. Kolonie byłyby również zobowiązane do przedstawienia spisu wszystkich dostępnych dla milicji ludzi. Wszyscy mężczyźni w wieku od 16 do 60 lat mieli być uznawani za kwalifikujących się do służby. Wszelkie zyski z konfliktu zbrojnego miały być sprawiedliwie dzielone między konfederację.
- Jeśli któryś z członków konfederacji został zaatakowany, pozostali członkowie musieli mu niezwłocznie przyjść z pomocą. Pomoc ta miałaby miejsce proporcjonalnie. Massachusetts Bay musiałoby wysłać 100 uzbrojonych i zaopatrzonych ludzi, pozostałe kolonie 45 uzbrojonych i zaopatrzonych ludzi lub mniej, w zależności od wielkości i liczby ludności. Jeśli potrzebna jest większa liczba ludzi lub zapasów, to musieliby ją zatwierdzić komisarze Konfederacji.
- Z każdej prowincji miało być wybranych po dwóch komisarzy do zarządzania sprawami wojennymi. Komisarze mieli spotykać się raz w roku w pierwszy czwartek września, rotując miejsce spotkania w koloniach.
- Komisarze wybierali spośród siebie prezydenta. Nie miałby on żadnych dodatkowych uprawnień i pełniłby funkcję czysto administracyjną.
- Komisarze mieliby uprawnienia do tworzenia projektów ustaw i kodeksów, które byłyby korzystne dla ogólnego dobrobytu Konfederacji. Prawa te miałyby zapewnić przyjazne stosunki między prowincjami i bezpieczeństwo Konfederacji. Miała też nastąpić współpraca między prowincjami w zakresie zwrotu zbiegów i niewolników kontraktowych-uciekinierów.
- Kolonia członkowska miała nie podejmować żadnych działań wojennych lub wszczynać konfliktu bez zgody innych. Miałoby to zapobiec zmuszaniu mniejszych prowincji do angażowania się w wojnę, w której nie miały wystarczających zasobów. Każda ofensywna wojna wymagałaby zgody sześciu z ośmiu Komisarzy.
- W zwykłych okolicznościach, decyzje administracyjne mogło podejmować czterech komisarzy, ale każda decyzja musiałaby mieścić się w granicach dostępnych ludzi i zasobów. Żadna decyzja dotycząca rachunków lub opłat nie mogła zostać podjęta w obecności mniej niż sześciu Komisarzy.
- Jeśli którakolwiek kolonia członkowska Konfederacji miała złamać którąkolwiek z klauzul, wówczas komisarze pozostałych kolonii mieli spotkać się i zadecydować o dalszych działaniach.